# Mio (Míchigan)
Mio es un lugar designado por el censo ubicado en el condado de Oscoda en el estado estadounidense de Míchigan. En el Censo de 2010 tenía una población de 1826 habitantes y una densidad poblacional de 78,51 personas por km².

## Geografía
Mio se encuentra ubicado en las coordenadas 44°39′44″N 84°8′46″O / 44.66222, -84.14611. Según la Oficina del Censo de los Estados Unidos, Mio tiene una superficie total de 23.26 km², de la cual 21.67 km² corresponden a tierra firme y (6.83%) 1.59 km² es agua.

## Demografía
Según el censo de 2010, había 1826 personas residiendo en Mio. La densidad de población era de 78,51 hab./km². De los 1826 habitantes, Mio estaba compuesto por el 96.55% blancos, el 0.22% eran afroamericanos, el 0.82% eran amerindios, el 0.11% eran asiáticos, el 0% eran isleños del Pacífico, el 0.44% eran de otras razas y el 1.86% pertenecían a dos o más razas. Del total de la población el 1.42% eran hispanos o latinos de cualquier raza.